# Los Kung-Fu Monkeys
Los Kung-Fu Monkeys ist eine Ska-Punk-Band aus Tijuana, Mexiko.

## Geschichte
Gegründet im Jahre 1998, begannen sie bereits vor der Veröffentlichung ihres ersten Longplayers "Rebuilding the World" auf One Shot Records im Jahre 2001, die Bühnen in und um ihre Heimatstadt Tijuana in Mexiko zu bespielen. Die zunehmend positiven Reaktionen führten dazu, dass sie im Jahr 2005 auf der Vans Warped Tour neben Bands wie den Mad Caddies, The Casualties oder den Misfits auftreten konnten. Mittlerweile hat sich die Band eine große Fanbasis erspielt, die mehrwöchige Touren durch Mexiko oder den Süden der USA ermöglicht. In Europa wird die Band von dem Hannoverschen Label Übersee-Records vertreten.

## Stil
Die Band spielt einen sehr schnellen, harten Ska-Punk. Als Einflüsse gibt die Band selbst Bands wie Voodoo Glow Skulls, Rancid, Sick of It All, The Clash, 7 Seconds oder Bad Religion an. Die Texte sind überwiegend in Englisch, aber auch in Spanisch verfasst.

## Diskografie
Alben
- 2001: Rebuilding the World (One Shot Records)
- 2007: Los Kung-Fu Monkeys (Übersee Records)